# Wabash Cannonball
The Wabash Cannonball (wortwörtliche Übersetzung : Wabash-Kanonenkugel) ist ein amerikanischer Folk-Song über einen fiktiven Eisenbahnzug entlang dem realen Fluss Wabash in den Vereinigten Staaten. Er entstand wahrscheinlich Ende des 19. Jahrhunderts. Der Song wurde erstmals 1929 durch die Carter Family aufgenommen, und 1936 auch von Roy Acuff interpretiert. Viele Hillbilly-Künstler spielten das Lied während der Großen Depression in den 1930er und 1940er Jahren. Eine deutsche Variante existiert von Ronny. Die Wabash Railroad benannte später ihren Schnellzug zwischen Detroit und St. Louis Wabash Cannonball.

## Text
Text der Version, wie sie 1936 von Roy Acuff gesungen wurde.
Strophe:
From the great Atlantic Ocean to the wide Pacific shore
from the green and flowing mountains to the south belt by the shore
she's mighty tall and handsome, and known quite well by all
she's the combination on the Wabash Cannonball
Strophe:
She came down from Birmingham, one cold December day
as she rolled into the station, you could hear all the people say
there's a girl from Tennessee, she's long and she's tall
she came down from Birmingham on the Wabash Cannonball
Strophe:
Our the Eastern states are dandy so the people always say
from New York to St. Louis and Chicago by the way
from the hills of Minnesota where the rippling waters fall
no changes can be taken on that Wabash Cannonball
Strophe:
Here's to Daddy Claxton, may his name forever stand
and always be remembered 'round the courts of Alabam'
his earthly race is over and the curtains 'round him fall
we'll carry him home to victory on the Wabash Cannonball
Refrain:
Listen to the jingle, the rumble and the roar
as she glides along the woodland, through the hills and by the shore
hear the mighty rush of the engine, hear that lonesome hobo squall
you're travelling through the jungles on the Wabash Cannonball

### Varianten
Es existieren viele Varianten des Liedes:
- In der letzten Strophe wird manchmal auch glory statt victory gesungen.
- Statt „Daddy Claxton“ gibt es auch Varianten mit „Danny Claxton“ oder „Boston Blackie“.
- In einer gemeinsamen Aufnahme vom 12. Mai 1964 singen Connie Francis und Hank Williams, Jr. in der letzten Strophe den Namen Casey Jones und nehmen damit Bezug auf den gleichnamigen realen Lokomotivführer, der tatsächlich den Cannonball genannten und zwischen Chicago und New Orleans verkehrenden Zug fuhr. Die Strophe verzichtet zudem auf die Worte „glory“ und „victory“ und spricht stattdessen davon, Jones mit dem Wabash Cannonball zurück nach Dixie zu bringen, da Jones aus den Südstaaten stammte.[1][2]
- Es wird auch zum Teil folgende Strophe verwendet:

I have rode the I.C. Limited, also the Royal Blue

Across the eastern countries on Elkhorn number two

I have rode these highball trains from coast to coast that's all

But i have found no equal to the Wabash Cannonball

## Geschichte
Es gibt verschiedene Theorien über den Ursprung des Liedes. Eine Theorie wird von Folk-Sänger Utah Philips vertreten. Er ist der Auffassung, dass Hobos den Zug namens „Wabash Cannonball“ erfanden – einen Zug, der durch das ganze Land fährt; um diese Idee wach zu halten, entstand das Lied.
Eine weitere Theorie basiert auf einem Märchen um Cal. S. Bunyan, einen Bruder des legendären amerikanischen Holzfällers Paul Bunyan. Dieser baute eine Eisenbahn mit dem Namen Ireland, Jerusalem, Australian & Southern Michigan Line. Nach zwei Monaten Betrieb war der 700 Wagen lange Zug so schnell, dass er eine Stunde früher ankam, als er abgefahren war. Schließlich war der Zug so schnell, dass er ins All flog und nun für alle Zeiten durch den Kosmos fliegt. Als die Hobos diese Geschichte hörten, nannten sie den Zug Wabash Cannonball und meinten, dass auf jeder Bahnstation in Amerika sein Signal zu hören sei.

## Kansas State University
Die Tradition der Nutzung des Songs als Schlachtgesang an der Kansas State University begann 1968. Am 13. Dezember 1968 brannte das Musikgebäude der Universität nieder; das Feuer vernichtete alle Instrumente und Noten. Nur ein Notenblatt von The Wabash Cannonball überlebte, weil der Musikdirektor Phil Hewett es mit nach Hause genommen hatte. Am folgenden Montagabend stand ein Basketballspiel gegen die Universität von Syracuse an. Mit geliehenen Instrumenten spielte die Band als einziges Lied Wabash Cannonball. Seitdem wird es durch die Bands der Universität immer wieder gespielt.

## Jukebox Cannonball
1951 adaptierte Jesse Rogers das Stück als Jukebox Cannonball, indem er neue ähnliche Strophen hinzufügte. Zwischen 1951 und 1955 wurde das Lied von vielen verschiedenen Künstlern aus der Region New York-Pennsylvania aufgenommen. Neben Rogers waren das Ray Whitley, Rex Zario und Bill Haley and The Saddlemen.